# 1307 Кімерія
1307 Кіммерія (1307 Cimmeria) — астероїд головного поясу, відкритий 17 жовтня 1930 року.
Тіссеранів параметр щодо Юпітера — 3,618.